# HyVee Classic
De HyVee Classic was een golftoernooi in de Verenigde Staten, dat deel uitmaakte van de Legends Tour. Het toernooi vond telkens plaats op de Hyperion Field Club in Johnston, Iowa. Het toernooi werd in 2000 opgericht en de laatste editie was in 2006.
Het toernooi wordt gespeeld in een strokeplay-formule met twee ronden en er is geen cut.

## Winnaressen
| Jaar | Winnares            | Score | Score | Info        |
| ---- | ------------------- | ----- | ----- | ----------- |
| 2000 | Jan Stephenson      | 141   | –3    | [ 1 ] [ 2 ] |
| 2001 | Colleen Walker      | 142   | –2    | [ 3 ]       |
| 2002 | Lori West           | 140   | –4    | [ 4 ]       |
| 2003 | Marilyn Lovander    | 139   | –5    | [ 5 ]       |
| 2004 | Elaine Crosby       | 135   | –9    | [ 6 ]       |
| 2005 | Kathryn Young-Robyn | 140   | –4    | [ 7 ]       |
| 2006 | Martha Nause        | 137   | –7    | [ 8 ]       |

| Toernooirecord |  | po = winnares na play-off |